# The Fall on Deaf Ears
The Fall on Deaf Ears fue una banda de post-hardcore, oriunda de El Paso, Texas. Fue integrada por Laura Beard (Rope), Sarah Reiser (Rope), Clint Newsom (Rhythm of Black Lines, The Hades Kick) y Cedric Bixler-Zavala (At the Drive-In, The Mars Volta).

## Historia
Su sonido fue inspirado de The Nation of Ulysses y Circus Lupus, sumado a influencias de riot grrl y jazz; en el EP se oyen samples de Bitches Brew de Miles Davis. A su vez, compartieron escenario con bandas como Propagandhi, Egon y Select Your Fighter.
El cuarteto registró material en Rosewood Studio, el 29 de mayo del 1996, producidas por Mike Major y lanzadas en casete por el sello Western Breed. Las canciones "Never Need" y "Do You Speak Braile?" aparecieron en el 7" póstumo In Memory 1979–1997.
La bajista Laura Beard y la guitarrista Sarah Reiser murieron en un accidente automovilístico en 1997; ambas tenían 17 años. Beard y Reiser participaron (junto al baterista Steve Stripling) en Rope; también fueron coristas en Ludvico Drive-In, canción presente en el EP Alfaro Vive, Carajo! de At the Drive-In.
Cedric escribió sobre la tragedia en Napoleon Solo de At the Drive-In.

## Miembros
- Sarah Reiser – voces, guitarras, coros
- Clint Newsom – voces, guitarras, coros
- Laura Beard – voces, bajo, coros
- Cedric Bixler-Zavala – voces, batería, coros

## Discografía
- The Fall on Deaf Ears cassette (1996, Western Breed) – Relanzado en CD por Post-Parlo, 2002.[4]
- In Memory 1979–1997 split 7" con Rope (1997, Western Breed)